# 孟夫唐
孟夫唐（1896年—1980年），河北永年人，中华人民共和国政治人物。
担任中原大学副校长、中南文委副主任、中南教育局长。1954年，当选第一届全国人民代表大会代表。